# Miami, Arizona
Miami je gradić u američkoj saveznoj državi Arizona. Prema popisu stanovništva iz 2010. u njemu je živjelo 1,837 stanovnika.